# Canyondam (Kalifornija)
Canyondam je naseljeno područje za statističke svrhe u američkoj saveznoj državi Kalifornija. Prema popisu stanovništva iz 2010. u njemu je živjelo 31 stanovnika.